# Resolución 86 del Consejo de Seguridad de las Naciones Unidas
La resolución 86 del Consejo de Seguridad de las Naciones Unidas, adoptada el 26 de septiembre de 1950, después de examinar la solicitud de la República de Indonesia para la membresía en las Naciones Unidas y habiendo encontrado que Indonesia era un Estado amante de la paz que cumplía con las condiciones del artículo 4 de la Carta de las Naciones Unidas, el Consejo recomendó a la Asamblea General que la República de Indonesia fuese admitida.
La resolución fue aprobada con 10 votos a favor y ninguno en contra; la República de China se abstuvo.